# 劉休
劉休（429年—482年），字弘明，南朝宋、南朝齐官员，沛国相县（今安徽淮北市西北相山区）人。九真郡太守劉超之子。
劉休在刘宋担任駙馬都尉、奉朝請，湘東王劉彧属下的湘東国常侍。劉休好学、记忆力强，不为劉彧所知。嗣祖父劉徽爵南乡侯。孝建元年（454年），友人謝儼参加刘义宣之乱，劉休因为藏匿謝儼，系獄尚方七年。大明八年（464年），宋孝武帝驾崩，才得出獄。随弟弟劉欽为羅县县令。泰始二年（466年），晋安王劉子勛称皇帝，诸州呼应，劉休占卜明帝劉彧当胜，没有参与作乱。
数年後，投吴喜为辅师府录事参军。吴喜推薦劉休在明帝左右。劉休之妻王氏妒忌，明帝最恨妇人妒忌，赐给劉休小妾，杖责王氏二十。明帝命劉休在家宅後開小店，让王氏亲自卖扫帚皂荚来羞辱她。劉休任員外郎，领辅国司马、中书通事舍人，兼南城县令。转任尚書中兵郎、給事中，舍人、县令如故。改任安成王撫軍参軍，出为都水使者、南康国相。召回建康担任正員郎、邵陵王南中郎录事、建威将军、新蔡郡太守。转任左軍府，加镇蛮护军。又转任谘议，司马，進位寧朔将軍。转任尋陽郡太守，後为長史。昇明元年（477年），沈攸之作乱，蕭賾挟晋熙王、邵陵王二王軍府統轄镇守湓城，劉休献上軍費。昇明二年（478年），沈攸之被平定后，劉休任邵陵王安南長史、黄門郎、寧朔将軍、前軍長史。昇明三年（479年）蕭道成为齐王，建齐国，劉休任齐台散騎常侍。
同年，蕭道成即皇帝，建立蕭齐王朝，改年号建元，劉休担任御史中丞。不久请告老，不許。建元四年（482年），出为豫章郡内史，加冠军将军。不久去世，享年五十四岁。